# قطع العظم

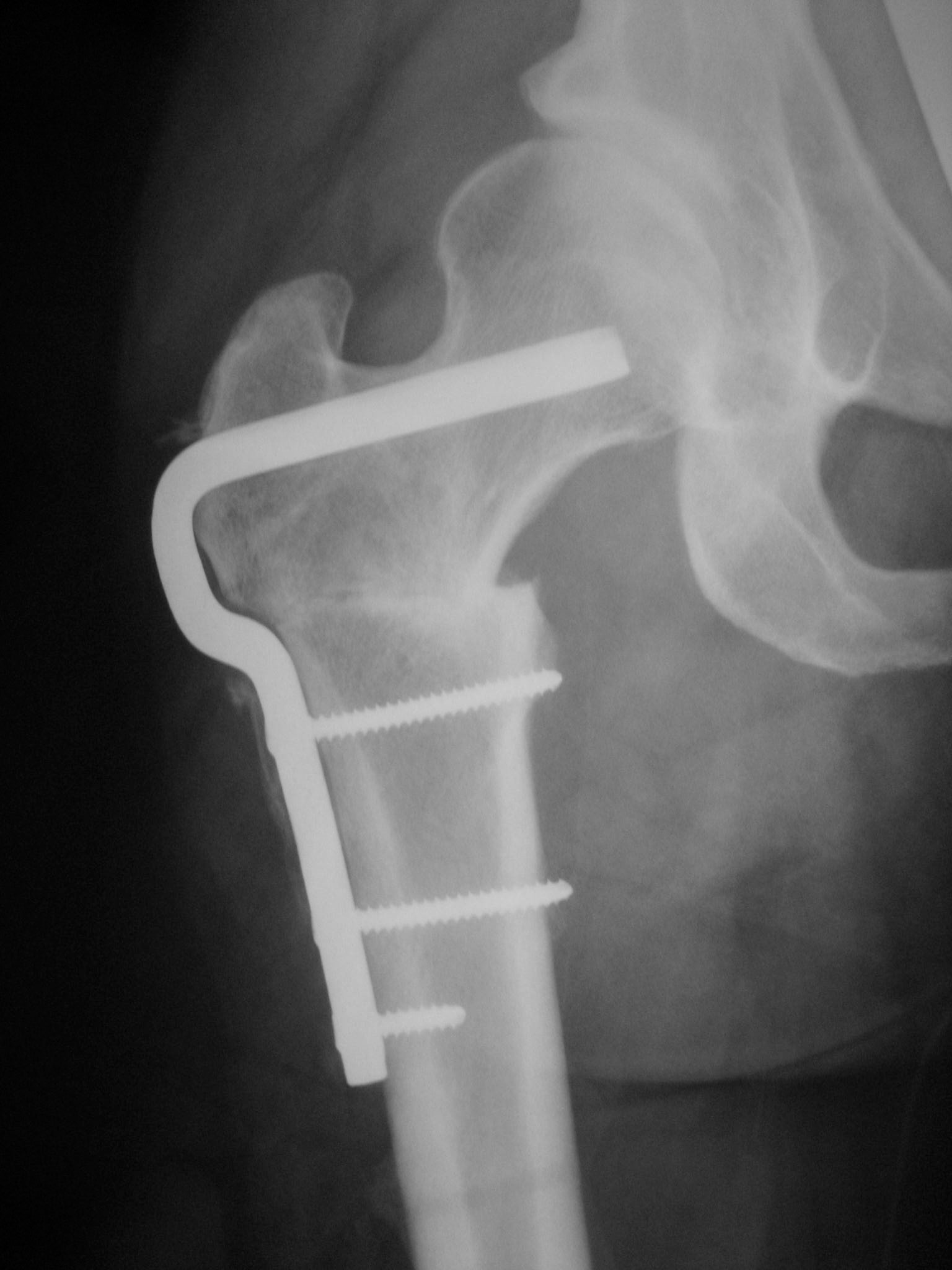
صورة بالأشعة السينية للتجهيزات المركبة على عظم الفخذ لتصحيح دوران الفخذ الناتج عن تشوهات مفصل الفخذ.
الصورة بالأشعة السينية في الورك الأيمن لمريضة في أوائل الثلاثينات.

قَطْعُ العَظْم (بالإنجليزية: Osteotomy)‏هو عملية جراحية يجري فيها قطع جزء من العظم بغرض تقصيره أو تطويله أو تغيير ارتصافه. قد يجرى القطع العظمي لإصلاح إبهام القدم الأروح (بالإنجليزية: hallux valgus)‏ أو لتقويم عظم معيب الالتئام بعد حادثة كسر عظم، كما يُستخدم في تصحيح حالات الورك الفحجاء (بالإنجليزية: coxa vara)‏ والركبة الروحاء (بالإنجليزية: genu valgum)‏ والركبة الفحجاء (بالإنجليزية: genu varum)‏ وتجرى العملية عادة تحت تأثير تخدير عام.
يُعدُّ قطع العظم من بين الطرق المستخدمة لتخفيف آلام التهاب المفاصل وخاصة في مفصلي الركبة والورك، وقد حلّت عمليات استبدال المفاصل محل القطع العظمي لعلاج مثل هذه الحالات في كبار السن.
ونظرا لخطورة هذا الإجراء، فقد تمتد فترة المعافاة والنقاهة. المشاورات المتأنية مع الطبيب مهمة من أجل ضمان التخطيط السليم خلال مرحلة النقاهة. وتوجد أدوات لمساعدة شفاء المرضى الذين يحتاجون لعدم تحميل أوزانهم على مكان الجراحة، ويشمل ذلك وعاء التّبوّل بالفراش (بالإنجليزية: bedpan)‏ وعصا خلع الملابس (بالإنجليزية: dressing stick)‏، ولبِّيسة الحذاء ذات المقبض الطويل (بالإنجليزية: long-handled shoe-horn)‏، أدوات الوصول للأشياء البعيدة والإمساك بها، والأجهزة المتخصصة المساعدة على المشي والكراسي المتحركة.

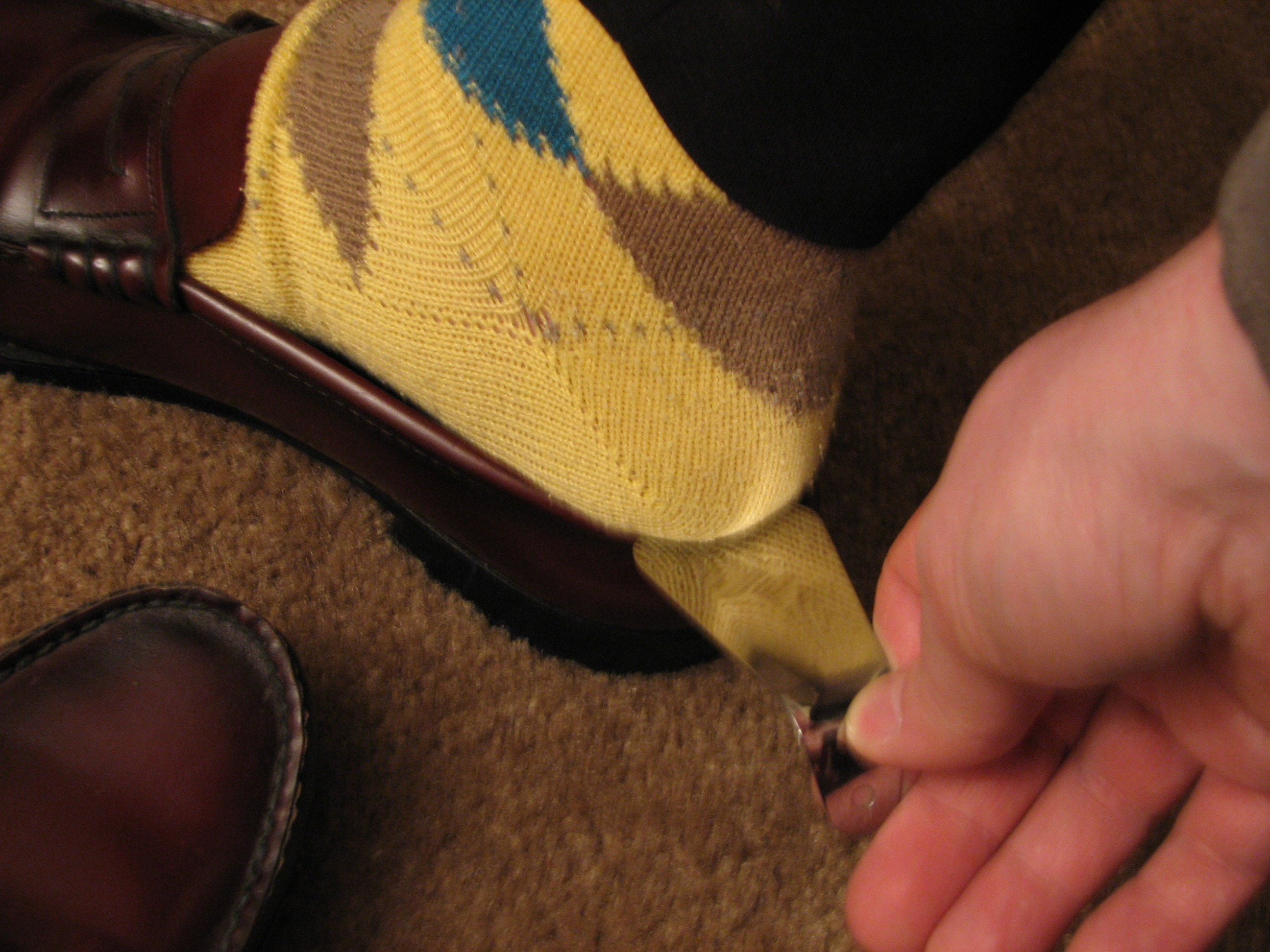
لبِّيسة حذاء ذات مقبض قصير.

## القطع العظمي في الورك
هناك نوعان رئيسان من القطوع العظمية يُستخدمان لتقويم خلل التنسج الوركي وتشوهات الورك، وذلك من أجل تحسين الارتصاف أو تحسين التفاعل بين الحُقّ (التجويف) مع رأس عظمة الفخذ (الكرة). هذان النوعان هما قطع العظم اللامسمى (بالإنجليزية: innominate osteotomies)‏ وقطع عظم الفخذ (بالإنجليزية: femoral osteotomies)‏، وفيهما يُقطع العظم ويُعاد تشكيله أو قد يُزال جزئياً، من أجل تصحيح ارتصاف وتلاقي أسطح المفصل لحمل وزن الجسم بطريقة صحيحة.
يتم تعديل الجزء المطلوب من عظم الورك عن طريق الجراحة، وقد تم تطوير العديد من الطرق الجراحية المختلفة لتحقيق ذلك، وتعريف كل طريقة بحسب نوع قص العظم ونوع التعديل المطلوب. سُمّيت بعض الإجراءات الخاصة بجراحة الحُقّ على أسماء الجراحين الذين وصفوا لها طرقاً لأول مرة، مثل طريقة سالتر، ديجا، ساذرلاند، شياري ، ومن الأسماء الأخرى واحدة: لودلوف،. بيمبرتون، وجيمس ستيلي. تتم تسمية بعض الطرق على حسب شكل القطع (مثل طريقة: شيفرون Chevron على شكل V ، أو الوتد Wedge)، أو على الطريقة التي يتم بها محاذاة العظام ورصفه (مثل طريقة: دايل Dial = القرص الدوار للهاتف القديم).
قطوع عظم الفخذ (بالإنجليزية: Femoral Osteotomies)‏، كما يشير الاسم، تنطوي على تعديلات على رأس عظم الفخذ و/أو عظم الفخذ.

## القطع العظمي في الركبة

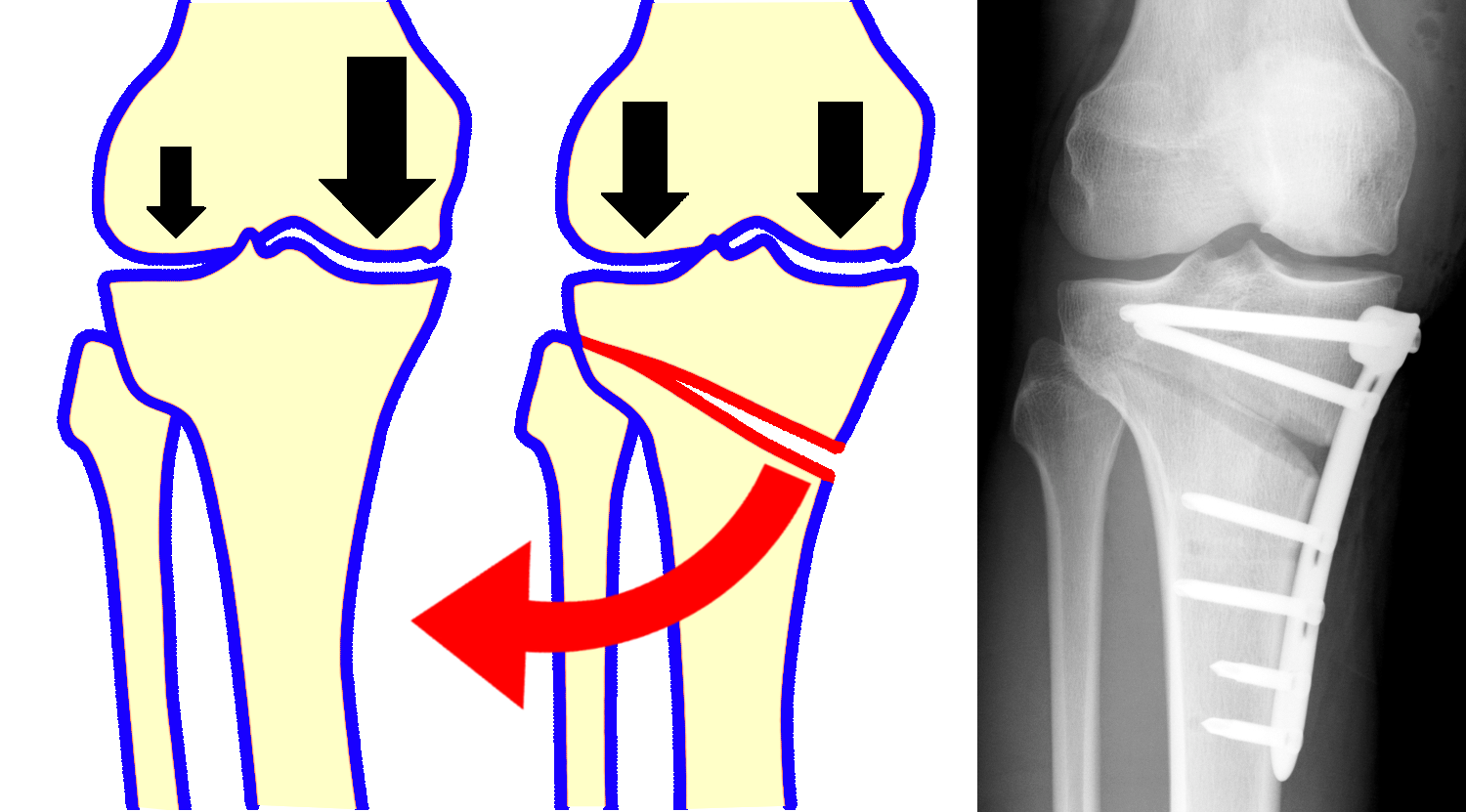
صورة بالأشعة السينية لعظام الساق مع لوح التثبيت. تشير الأسهم السوداء إلى توزيع الحمل على قصبة الساق قبل وبعد الجراحة.

قطع عظم أروح. الخط الأسود هو المحور الميكانيكي.
- الصورة الوسطى لساق روحاء.
- الصورة اليمنى تبين مكان قص العظم.
- الصورة اليسرى تبين ساق طبيعية بعد عملية القص.

عادة ما يجرى القطع العظمي في منطقة الركبة بهدف إعادة ارتصاف مفصل الركبة في حالة تآكل المفصل على أحد جانبيه فقط، وذلك بهدف تحويل وزن الجسم عن الجانب المتآكل إلي الجانب السليم. يقوم الجراح بإزالة جزء وتدي الشكل من قصبة الساق أسفل الجانب السليم من الركبة، وهو ما يسمح لعظمتي القصبة والفخذ بالانحناء بعيداً عن الجزء الغضروفي المصاب.
وهذا يشبه مفصلة الباب، فعند اغلاق الباب تلتصق دفّتي المفصل مع بعضهما عند حافة الجدار. وعند فتح الباب، فإن جانب واحد من الباب يظل يضغط ضد حافة الجدار بينما يتحرك الجانب الآخر مبتعداً عنه. وبالمثل، عند إزالة مجرد جزء صغير من العظام، يمكن للركبة أن تنفتح بحيث تضغط على الأنسجة السليمة بينما تزداد المسافة بين عظم الفخذ وقصبة الساق على الجانب التالف فلا تحتك الأسطح الملتهبة للمفصل ضد بعضها البعض.
قد يُستخدم القطع العظمي كبديل لاستبدال كامل الركبة في حالة المرضى صغار السن والمرضى النشطين. فالركبة الاصطناعية قد تتآكل مع مرور الزمن ومع تعرضها للأحمال، وبالتالي فالقطع العظمي هو بديل مناسب يُمَكِّن المريض صغير السن وافر النشاط من الاستمرار في استخدام الجانب السليم من ركبته. وبذلك قد تؤدي عملية القطع العظمي في الركبة إلى تأجيل الاحتياج إلى استبدال كامل مفصل الركبة لما قد يصل إلى 10 سنوات.

### الجراحة
إن اختيار المكان المُراد إزالة جزء من العظام منه (على شكل وتدي) يعتمد على مكان الجزء التالف من غضروف الركبة ، والذي تلف بسبب التهاب المفاصل العظمي. النوع الأكثر شيوعا من قطع العظم بسبب التهاب المفاصل العظمي هو قطع أعلى عظم الظنبوب (قصبة الساق)، وهذا النوع يتعامل مع أضرار الغضروف التالف الواقع في الجزء الداخلي (الوسطي، الإنسي) من الركبة، ويستغرق إجراء هذه الجراحة عادة ما بين 60-90 دقيقة لأدائها.
خلال عملية قطع أعلى عظم الظنبوب (قصبة الساق)، يقوم الجراحون بإزالة جزء إسفيني من العظام (على شكل وتد) من الجزء الخارجي من الركبة، وهو ما يجعل الساق تنحني قليلا إلى الداخل. هذا يشبه إعادة تنظيم ركبة شخص متقوس القدمين للداخل لتصبح ركبة روحاء تميل إلى الخارج. بعد العملية، ينتقل وزن المريض إلى الجزء الخارجي (الوحشي) من الركبة حيث يكون الغضروف لا يزال بحالة جيدة وليس تالفاً.
بعد التخدير الموضعي أو التخدير العام، يُعقم الفريق الجراحي الساق بمحلول مضاد للجراثيم. يُحدد الجراحون على وجه الدقة حجم إسفين العظام الذي سيُزال، وذلك باستخدام الأشعة السينية، أو الأشعة المقطعية، أو النمذجة الحاسوبية ثلاثية الأبعاد (3D). يتم عمل شق بطول أربعة إلى خمسة بوصات أسفل الجزء الأمامي الخارجي من الركبة، بدءا من تحت الرضفة وحتى الجزء العلوي من قصبة الساق.
يتم حفر دليل بواسطة الأسلاك في الركبة في الجزء العلوي من عظم الساق (الهضبة الظنبوبية) من الخارج (الجانب الوحشي). وعادة ما تحدّ الأسلاك شكل مثلث في قصبة الساق (الظنبوب).
يُنشر العظم بمنشار ترددي على طول دليل الأسلاك، ويتم إزالة معظم الوتد العظمي من تحت السطح الخارجي (الوحشي) للركبة أسفل الغضروف السليم غير التالف، ويُترك سطح الغضروف في الجزء العلوي الخارجي (الوحشي) من عظم الساق كما هو. ثم يتم إنزال الجزء العلوي من عظم الساق من الخارج إلي أسفل وتثبيته بدبابيس جراحية أو بمسامير، اعتماداً علي حجم الوتد العظمي الذي تم إزالته. وتُخاط طبقات أنسجة الركبة معا بغرز عادة ما تكون قابلة للامتصاص.

### إعادة التأهيل والوقاية
إن السقوط أو التواء الساق خلال الشهرين الأولين بعد الجراحة قد يعرّضا شفاء الساق إلى الخطر. يجب على المرضى توخي الحذر الشديد أثناء أداء جميع الأنشطة بما في ذلك المشي، حتى يحصل الشفاء التام.
يجب تجنب حدوث التهاب المفاصل العظمي بعد إعادة التأهيل، وذلك يشمل إبطاء تطور وانتشار المرض. الحفاظ على لياقة القلب والأوعية الدموية عن طريق الرِيَاضَة الهَوائِيَّة (aerobic) وسيلة فعالة لمنع تطور التهاب المفاصل العظمي. استمرار الممارسة اليومية الخفيفة أفضل بكثير للركبة من ممارسة رياضة ثقيلة من حين لآخر.
أنه من الأهمية بصفة خاصة تجنب أي إصابات خطيرة في الركبة، مثل تمزق الأربطة أو كسر العظام، وذلك لأن التهاب المفاصل يمكن أن يجعل علاج إصابات الركبة معقداً. ينبغي تجنب الرياضات التصادمية أو ذات الضغط المتكرر، مثل كرة القدم والركض لمسافات طويلة.
لأن التهاب المفاصل العظمي له أسباب متعددة ويمكن أن يكون ذو صلة بالعوامل الوراثية، لا يوجد أسلوب وقاية شامل وعام.
وتشمل التوصيات العامة:
- الحفاظ على انحناء طفيف في الركبتين يرفع الضغط عنهما أثناء الوقوف.
- تجنب الأنشطة التي تسبب الألم الذي يستمر أكثر من ساعة.
- أداء الأنشطة الحركية التي لا تزيد الحمل على المفصل بحرص.
- تجنب الاصطدامات على الركبتين خلال الأنشطة اليومية والرياضية.
- تقوية عضلات الفخذ وأسفل الساق بلطف، للمساعدة في حماية العظام والغضاريف في الركبة.
- الأنشطة عديمة التماسّ، تبقي المفاصل والعظام صحية وتحافظ على اللياقة البدنية مع مرور الوقت. التمرين يساعد أيضا على فقدان الوزن، مما يقلل الضغط على الركبتين.

## القطع العظمي في الفكين

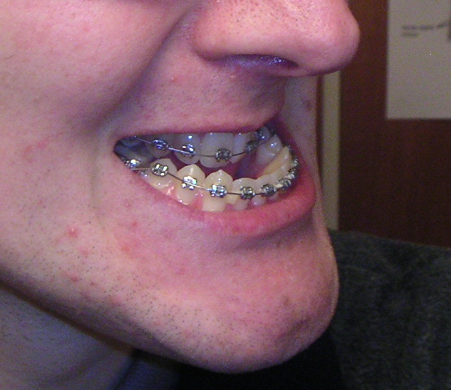
مريض يعاني من فَقَم الفك السفلي mandible prognathism. ويتطلب ذلك قطع عظم الفك السفلي لتصحيح الحالة.

تجرى عملية قطع العظم في الفكين لإعادة ارتصاف الفك السفلي أو الفك علوي مع بقية الجمجمة و/أو الأسنان. وتجرى هذه العملية عادةً في حالات سوء إطباق الأسنان التي لا يمكن معالجتها بالطرق التقويمية البسيطة، ولإعادة ارتصاف المفصل الصدغي الفكي، أو لإصلاح تشوهات الوجه مثل تراجع الفك السفلي (بالإنجليزية: mandibular retrognathia)‏.
يوجد تَنَدُّب قليل وتجرى العملية من داخل الفم وبالتالي فهي لا تسبب ندوباً خارجية، ولا بد من استخدام مقاويم الأسنان (بالإنجليزية: Dental braces)‏ قبل وبعد العملية لمحاذاة الأسنان بشكل يتوافق مع الوضع الجديد للفك الذي تم تقويمه.

## القطع العظمي في الذقن
كثيراً ما يستخدم القطع العظمي في عظام الذقن لإصلاح الذقن القصيرة طولياً. وتتم العملية عن طريق شق من داخل تجويف الفم. فبدلا من وضع الغرسة فوق عظم الذقن للوصول بها إلى الأمام، فإن النهج البديل هو قطع عظم الذقن نفسه ومدّه إلى الأمام أو في أي اتجاه آخر أيضا. ويمكن أيضا أن يُستخدم القطع العظمي في الذقن لإطالة الذقن (والذي يعتبر أمراً صعباً عن طريق الغرسات) أو تقصير أو تضييق الذقن (وهو أمر مستحيل عمله بواسطة الغرسات).
يتم قطع العظام ونقله من خلال شق داخل الفم، وذلك يُعتبر من الناحية الفنية أكثر صعوبة من زرع الغرسات، ويكون التورم أكبر والتماثل للشفاء أطول من عملية زرع غرسة بسيطة في الذقن. وهناك عادة فقدان مؤقت للإحساس من الشفة والذقن قد يستمر الشعور به لعدة أسابيع أو شهور.

## القطع العظمي البيطري
تجرى القطوع العظمية في الجراحة البيطرية لعلاج تمزق الرباط الصليبي القحفي عند الكلاب (وهو ما يعادل الرباط الصليبي الأمامي عند الإنسان). ومن أكثر عمليات القطع العظمي التي يجريها الجراحون البيطريون في الولايات المتحدة قطع العظم لتسوية الهضبة الظنبوبية (بالإنجليزية: tibial plateau leveling osteotomy)‏ والقطع العظمي لتقديم الأحدوبة القصبية (بالإنجليزية: tibial tuberosity advancement)‏. يتم الشفاء بعد هذه الجراحات بستة إلى ثمانية أسابيع، وقد يملأ الفراغ الناجم عن قطع العظم بعظم مأخوذ من نفس الحيوان أو بسقالة (من مادة مثل الهيدروكسيباتيت) أو بمواد خزفية.

## وصلات خارجية
- شرح مبسط للقطع العظمي مع رسوم توضيحية (بالإنجليزية)

## معرض الصور

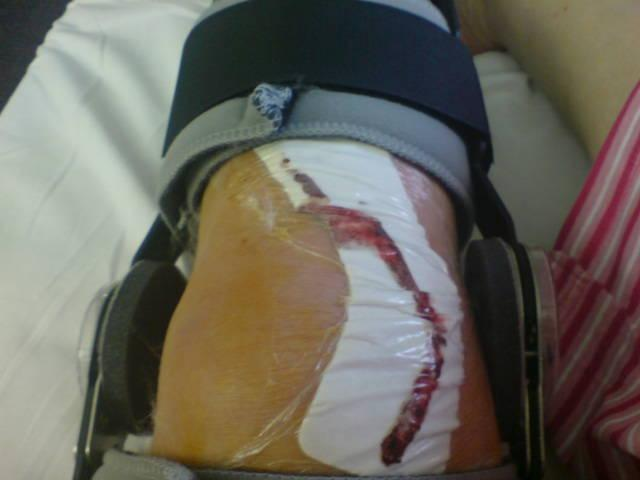
بعد اجراء الجراحة مباشرة.
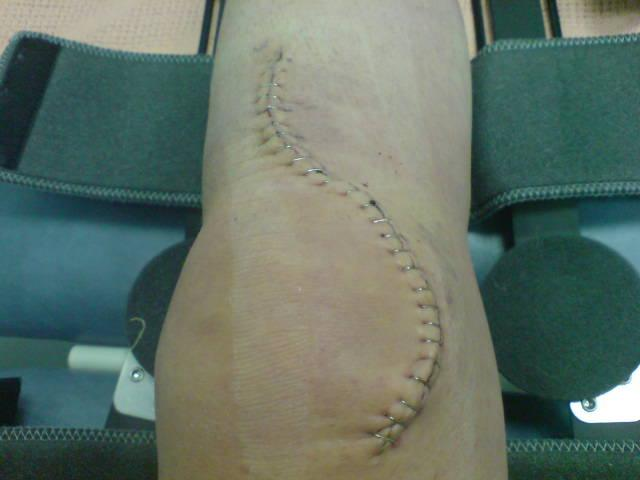
قطع عظم عند الركبة، وتُرى خياطة الجرح بالمشابك المعدنية.
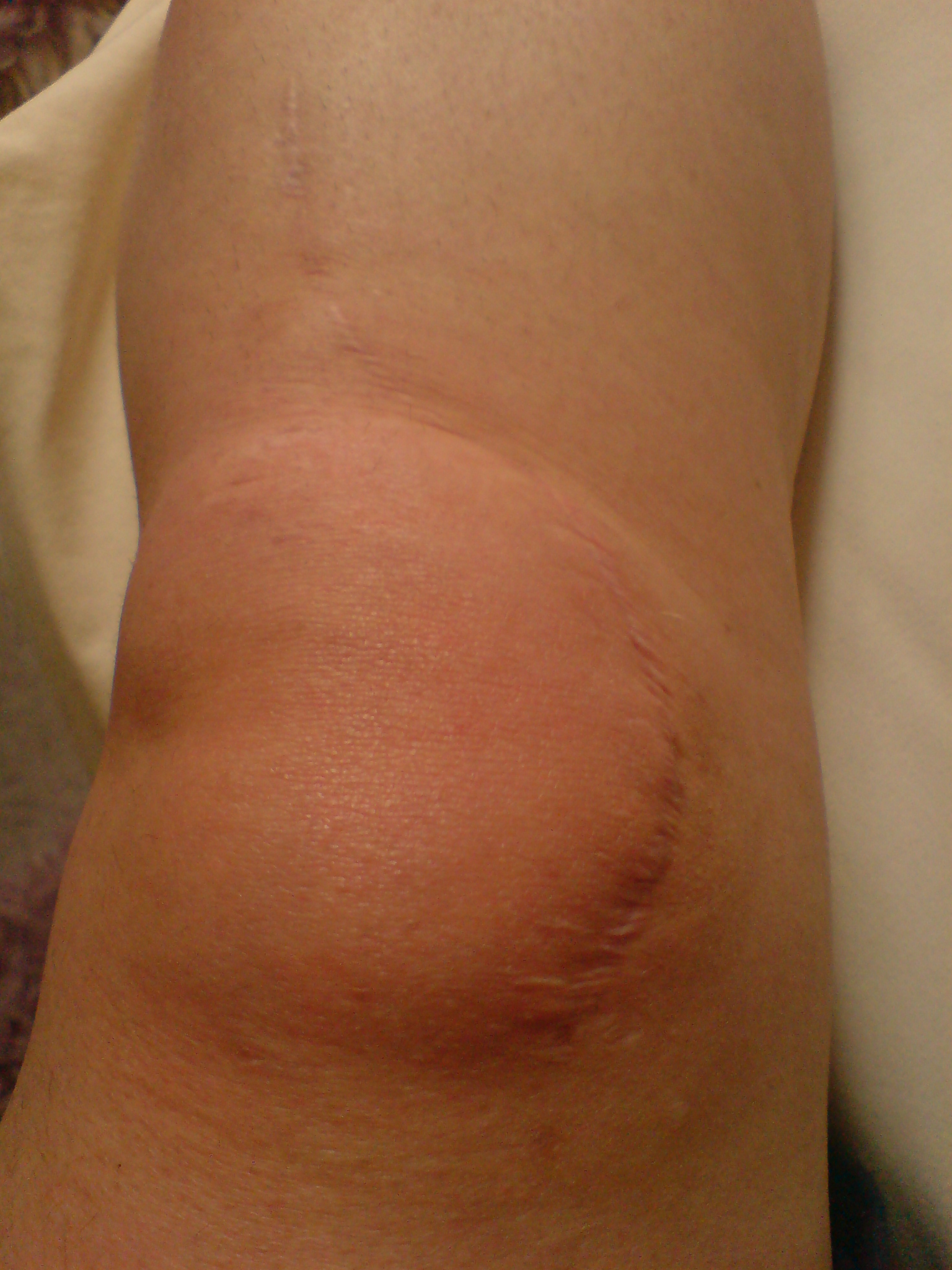
نفس الجرح بعد 12 شهراً.
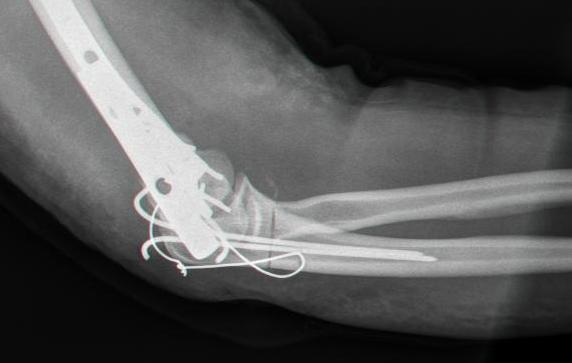
تصوير شعاعي جانبي لمفصل الكوع الأيمن.
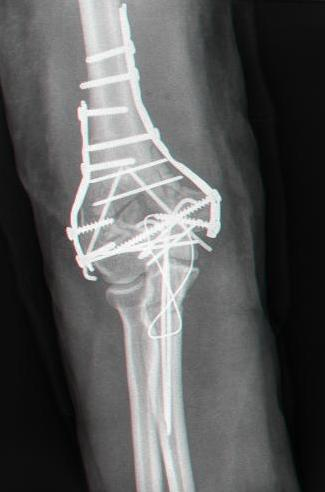
تصوير شعاعي لمفصل الكوع الأيمن: قطع عظم.
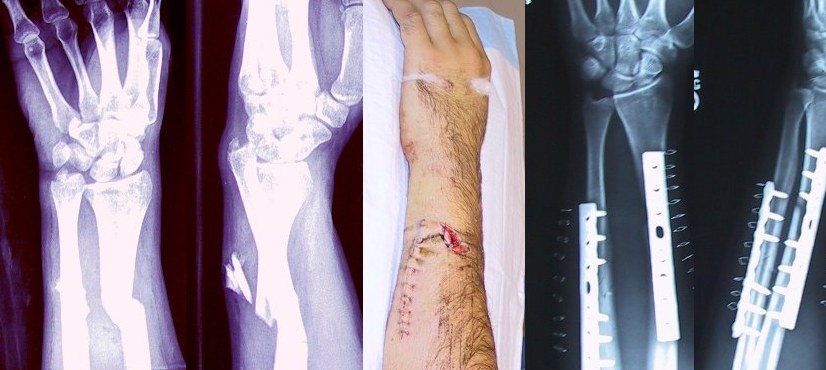
جراحة إعادة تثبيت عظام الساعد.